# Roy Oxlade
Roy Oxlade (Tottenham, Reino Unido; 13 de enero de 1929 - 15 de febrero de 2014) fue un pintor, escritor y profesor británico.

## Biografía
Roy Oxlade nació en Tottenham, Inglaterra, el 13 de enero de 1929, hijo de Emily y William Oxlade. Cursó su educación secundaria en la Bromley School of Art. Más tarde, se formó en Goldsmiths, un centro de la Universidad de Londres. Fue alumno de David Bomberg durante dos años en el Borough Polytechnic. Obtuvo el doctorado PhD por la Royal College of Art con una tesis sobre David Bomberg titulada Bomberg and the Borough: un acercamiento al dibujo.
Mientras estudiaba en Goldsmiths, Roy Oxlade conoció a la pintora, Rose Wylie, una compañera de estudios, con la que se casó en 1957. Del matrimonio entre Oxlade y Wylie nacieron tres niños: Luke-John, Elizabeth y Henrietta.
Desde 1985, Oxlade ha tenido importantes exposiciones individuales en la Galería Odette Gilbert, Reed's Wharf Gallery y Art Space Gallery, todas ellas en el área de Londres.

## Ensayos
- Oxlade (2008). «'Good' Draughtsmanship or Real Drawing». Art without Art: Selected Writing from the World of Blunt Edge. Edited by Marcus Reichert. London: Ziggurat Books. pp. 16-20. ISBN 9780954665661.
- Oxlade (2008). «Vitamin D: For Drawing». Art without Art: Selected Writing from the World of Blunt Edge. Edited by Marcus Reichert. London: Ziggurat Books. pp. 29-31. ISBN 9780954665661.
- Oxlade (2008). «David Bomberg: The Climate Is Changing». Art without Art: Selected Writing from the World of Blunt Edge. Edited by Marcus Reichert. London: Ziggurat Books. pp. 38-45. ISBN 9780954665661.
- Oxlade (2008). «A Fear of Transcendence». Art without Art: Selected Writing from the World of Blunt Edge. Edited by Marcus Reichert. London: Ziggurat Books. pp. 49-55. ISBN 9780954665661.
- Oxlade (2008). «A Primitive Reformation». Art without Art: Selected Writing from the World of Blunt Edge. Edited by Marcus Reichert. London: Ziggurat Books. pp. 61-65. ISBN 9780954665661.
- Oxlade (2008). «Guston & Eliot». Art without Art: Selected Writing from the World of Blunt Edge. Edited by Marcus Reichert. London: Ziggurat Books. pp. 89-91. ISBN 9780954665661.
- Oxlade (2008). «Trust Me, I'm a Curator». Art without Art: Selected Writing from the World of Blunt Edge. Edited by Marcus Reichert. London: Ziggurat Books. pp. 104-107. ISBN 9780954665661.